# Jelanzy
Jelanzy (russisch Еланцы) ist ein Dorf (selo) in der Oblast Irkutsk in Russland mit 4009 Einwohnern (Stand 14. Oktober 2010).

## Geographie
Der Ort liegt etwa 150 km Luftlinie nordöstlich des Oblastverwaltungszentrums Irkutsk am Südostrand des Baikalgebirges. Er befindet sich am rechten Ufer der Anga, etwa 12 km von deren Mündung in den Baikalsee.
Jelanzy ist Verwaltungszentrum des Rajons Olchonski sowie Sitz der Landgemeinde Jelanzynskoje selskoje posselenije. Zur Gemeinde gehören weiterhin die zehn Dörfer Butuchei (12 km nordöstlich), Chalcha-Usur (9 km nordöstlich), Churai-Nur (4 km ostnordöstlich), Muchor-Bulyk (8 km nordöstlich), Narin-Kunta (4 km südsüdwestlich), Petrowa (7 km südwestlich), Popowa (9 km südwestlich), Talowka (18 km südwestlich), Tonta (11 km nordöstlich) und Tyrgan (6 km südwestlich), die Weiler (saimka) Borsoi (5 km nordöstlich), Jalga-Usur (7 km östlich) und Ulan-Nur (22 km nordöstlich) und der Abschnitt (utschastok) Charchatai (11 km nordöstlich).

## Geschichte
In dem bis in das 20. Jahrhundert vorwiegend von Burjaten bewohnten Gebiet wurde 1889 in der Ansiedlung Jelanzy eines von zwei „Fremdstämmigenämtern“ (inorodtscheskaja uprawa) des damaligen Okrugs Wercholensk des Gouvernements Irkutsk eingerichtet. Am 9. Januar 1922 kam das Dorf zum Echirit-Bulagatski aimak (burjatische Bezeichnung für Rajon; heute gleichnamiger Rajon mit Sitz im gut 100 km westlich gelegenen Ust-Ordynski) der neu gebildeten Mongolisch-Burjatischen Autonomen Oblast, aus der 1923 die Burjat-Mongolische ASSR hervorging. Am 11. Februar 1935 wurde Jelanzy Verwaltungssitz des ausgegliederten Olchonski aimak. Ab 26. September 1937 bildete der Großteil der zugehörigen Gebiete nordwestlich des Baikalsees den Autonomen Kreis der Ust-Ordynsker Burjaten, der Olchonski aimak kam jedoch zur Oblast Irkutsk und wurde ab 1939 als Rajon bezeichnet.

### Bevölkerungsentwicklung
| Jahr | Einwohner |
| ---- | --------- |
| 1939 | 1051      |
| 1959 | 1910      |
| 1970 | 2616      |
| 1979 | 2808      |
| 1989 | 3362      |
| 2002 | 3762      |
| 2010 | 4009      |

Anmerkung: Volkszählungsdaten

## Verkehr
Jelanzy liegt an der Regionalstraße 25K-003, die im westlich benachbarten Rajonzentrum Bajandai von der 25N-013 Irkutsk – Schigalowo und weiter nach Chuschir auf der zum Rajon gehörenden Baikalinsel Olchon führt. Im Verlauf der Straße überquert beim 40 km nordöstlich von Jelanzy gelegenen Dorf Sachjurta eine Autofähre beziehungsweise im Winter eine Eisstraße die etwa zwei Kilometer Wasserfläche bis zur Insel.
Die nächstgelegene Bahnstation befindet sich in Irkutsk an der Transsibirischen Eisenbahn.